# Добановци
Добановци је насеље у градској општини Сурчин у граду Београду. Према попису из 2022. било је 7705 становника.
Налази се у југоисточном Срему, 18 km западно од центра Београда, у београдској општини Сурчин, поред ауто-путева Београд — Загреб и Београд-Нови Сад. Кроз насеље саобраћају линије 603 (Угриновци — Добановци — Ледине), 606 (Грмовац — Добановци — Сурчин), 611 (Земун — Добановци) и ноћна линија 601 (Главна железничка станица — Добановци).

## Историја
У кругу Ловно-шумарског газдинства Добановачки забран пронађено је Археолошко налазиште Забран Петровчић са остацима цркве и некрополе из 7/8. и 14. века.
Добановци се први пут помињу 1404. године у једном мађарском средњовековном документу, иако је вероватно да су постојали и раније. Најстарији конкретни подаци из 16. века, записани због пореза: два турска пописа, један из 1546. године, а други из 1566/1567. године.
У првом попису наведено 50 домаћинства која су плаћала по 408 акчи пореских дужбина, без пашарина, а у другом 43 домаћинства која су плаћала готово двоструки износ пореза. Из наведених пописа може се видети да су становници Добановаца били Срби.
Нема тачног записа када је подигнута црква у Добановцима, али се у попису из 1546. године помиње и сеоски поп. Црква посвећена Светом Николи, (сеоска слава) саграђена је 1732. године. Данашња црква Светог Николаја је подигнута 1803. године под заштитом је државе. Иконостас је изграђен 1842. године и дело је Петра Чортановића.
Школа у Добановцима почиње са радом у другој половини XVIII века. Школска зграда подигнута је 1890. године, а 1908. се отвара и учитељско место за учитеља Словака.
У првој половини XIX века у Добановце се досељавају Словаци претежно из Бачке. Они су припали парохији у Бољевцима, а евангелистичка црква је подигнута нешто касније.
Почетком Првог светског рата, српска војска је накратко заузела место. Након њиховог одласка 20. септембра (3. октобра), мађарски жандарми, штрафкор, ухватили су 11 мештана и убили их. Костурница и споменик су им подигнути 1936.
СР Србија је 1975. председнику Титу поклонила нову кућу у Добановачком забрану.

## Демографија
У насељу Добановци живи 6412 пунолетних становника, а просечна старост становништва износи 38,6 година (37,6 код мушкараца и 39,6 код жена). У насељу има 2353 домаћинства, а просечан број чланова по домаћинству је 3,45.
Ово насеље је великим делом насељено Србима (према попису из 2022. године), примећен је пад у броју становника.
|             | \| Демографија[4] \| Демографија[4] \| Демографија[4] \| \| Година \| Становника \| Становника \| \| -------------- \| -------------- \| -------------- \| \| 1948. \| 3.840 \| \| \| 1953. \| 3.519 \| \| \| 1961. \| 5.005 \| \| \| 1971. \| 6.717 \| \| \| 1981. \| 7.592 \| \| \| 1991. \| 7.966 \| 7.711 \| \| 2002. \| 8.128 \| 8.288 \| \| 2011. \| 8.503 \| \| \| 2022. \| 7.705 \| \| |            |
| Демографија | |            |
| Година      | Становника | Становника |
| 1948.       | 3.840 |            |
| 1953.       | 3.519 |            |
| 1961.       | 5.005 |            |
| 1971.       | 6.717 |            |
| 1981.       | 7.592 |            |
| 1991.       | 7.966 | 7.711      |
| 2002.       | 8.128 | 8.288      |
| 2011.       | 8.503 |            |
| 2022.       | 7.705 |            |

| Етнички састав према попису из 2002.‍ | Етнички састав према попису из 2002.‍ | Етнички састав према попису из 2002.‍ | Етнички састав према попису из 2002.‍ | Етнички састав према попису из 2002.‍ |
| ------------------------------------ | ------------------------------------ | ------------------------------------ | ------------------------------------ | ------------------------------------ |
|                                      |                                      |                                      |                                      |                                      |
| Срби                                 | Срби                                 |                                      | 7.524                                | 92,56%                               |
| Словаци                              | Словаци                              |                                      | 232                                  | 2,85%                                |
| Југословени                          | Југословени                          |                                      | 38                                   | 0,46%                                |
| Хрвати                               | Хрвати                               |                                      | 30                                   | 0,36%                                |
| Црногорци                            | Црногорци                            |                                      | 27                                   | 0,33%                                |
| Роми                                 | Роми                                 |                                      | 24                                   | 0,29%                                |
| Македонци                            | Македонци                            |                                      | 16                                   | 0,19%                                |
| Муслимани                            | Муслимани                            |                                      | 10                                   | 0,12%                                |
| Украјинци                            | Украјинци                            |                                      | 6                                    | 0,07%                                |
| Словенци                             | Словенци                             |                                      | 4                                    | 0,04%                                |
| Горанци                              | Горанци                              |                                      | 4                                    | 0,04%                                |
| Албанци                              | Албанци                              |                                      | 4                                    | 0,04%                                |
| Мађари                               | Мађари                               |                                      | 3                                    | 0,03%                                |
| Русини                               | Русини                               |                                      | 2                                    | 0,02%                                |
| Руси                                 | Руси                                 |                                      | 2                                    | 0,02%                                |
| Чеси                                 | Чеси                                 |                                      | 1                                    | 0,01%                                |
| Немци                                | Немци                                |                                      | 1                                    | 0,01%                                |
| непознато                            | непознато                            |                                      | 24                                   | 0,29%                                |

| Година пописа     | 1948. | 1953. | 1961. | 1971. | 1981. | 1991. | 2002. |
| ----------------- | ----- | ----- | ----- | ----- | ----- | ----- | ----- |
| Број домаћинстава | 808   | 843   | 1.285 | 1.858 | 2.177 | 2.203 | 2.353 |

| Број чланова      | 1   | 2   | 3   | 4   | 5   | 6   | 7  | 8  | 9 | 10 и више | Просек |
| ----------------- | --- | --- | --- | --- | --- | --- | -- | -- | - | --------- | ------ |
| Број домаћинстава | 292 | 433 | 487 | 583 | 295 | 185 | 53 | 12 | 9 | 4         | 3,45   |

| Пол    | Укупно | Неожењен/Неудата | Ожењен/Удата | Удовац/Удовица | Разведен/Разведена | Непознато |
| ------ | ------ | ---------------- | ------------ | -------------- | ------------------ | --------- |
| Мушки  | 3.318  | 988              | 2.130        | 122            | 72                 | 6         |
| Женски | 3.467  | 704              | 2.140        | 507            | 110                | 6         |
| УКУПНО | 6.785  | 1.692            | 4.270        | 629            | 182                | 12        |

| Пол    | Укупно                    | Пољопривреда, лов и шумарство | Рибарство                            | Вађење руде и камена | Прерађивачка индустрија       |
| ------ | ------------------------- | ----------------------------- | ------------------------------------ | -------------------- | ----------------------------- |
| Мушки  | 1.641                     | 179                           | 0                                    | 1                    | 515                           |
| Женски | 1.163                     | 65                            | 0                                    | 1                    | 314                           |
| УКУПНО | 2.804                     | 244                           | 0                                    | 2                    | 829                           |
| Пол    | Производња и снабдевање   | Грађевинарство                | Трговина                             | Хотели и ресторани   | Саобраћај, складиштење и везе |
| Мушки  | 13                        | 128                           | 304                                  | 30                   | 243                           |
| Женски | 3                         | 26                            | 202                                  | 43                   | 73                            |
| УКУПНО | 16                        | 154                           | 506                                  | 73                   | 316                           |
| Пол    | Финансијско посредовање   | Некретнине                    | Државна управа и одбрана             | Образовање           | Здравствени и социјални рад   |
| Мушки  | 4                         | 66                            | 49                                   | 31                   | 28                            |
| Женски | 18                        | 57                            | 41                                   | 77                   | 193                           |
| УКУПНО | 22                        | 123                           | 90                                   | 108                  | 221                           |
| Пол    | Остале услужне активности | Приватна домаћинства          | Екстериторијалне организације и тела | Непознато            | Непознато                     |
| Мушки  | 36                        | 2                             | 2                                    | 10                   | 10                            |
| Женски | 43                        | 3                             | 1                                    | 3                    | 3                             |
| УКУПНО | 79                        | 5                             | 3                                    | 13                   | 13                            |

## Спорт
- ФК Будућност Добановци, клуб је основан 1920. и тренутно се такмичи у Првoj лиги Србије.

## Галерија
- Чланови Словачке читаонице у Добановцима (1932)
- Отварање Словачког народног дома у Добановцима (1934)
- Учесници прве словачке аматерске позоришне представе у Добановцима (1929)